# Iain Rennie
Pour les articles homonymes, voir Rennie.
Iain Rennie, né le 30 juillet 1989, est un céiste sud-africain pratiquant le slalom.

## Carrière
Il est médaillé de bronze en C2 avec Hayden Jacobs aux Championnats d'Afrique de slalom 2009 à Cradock. 

## Famille
Il est le fils d'Alick Rennie, un céiste ayant participé aux Jeux olympiques d'été de 1992 à Barcelone et ayant présidé la Fédération sud-africaine de canoë-kayak.